# 明信片纪念碑
40°38′48″N 74°4′35″W / 40.64667°N 74.07639°W

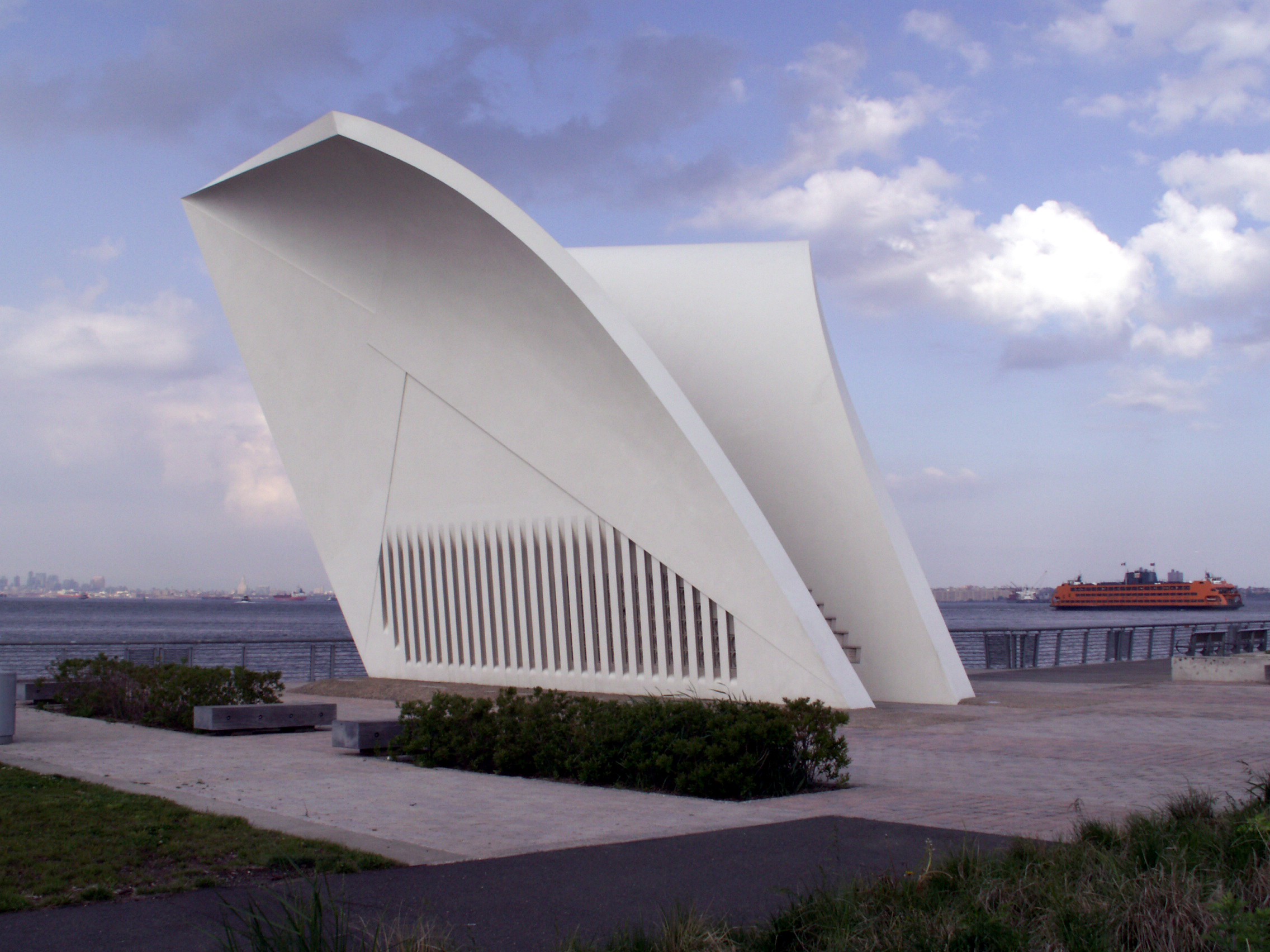
明信片紀念碑園區外觀

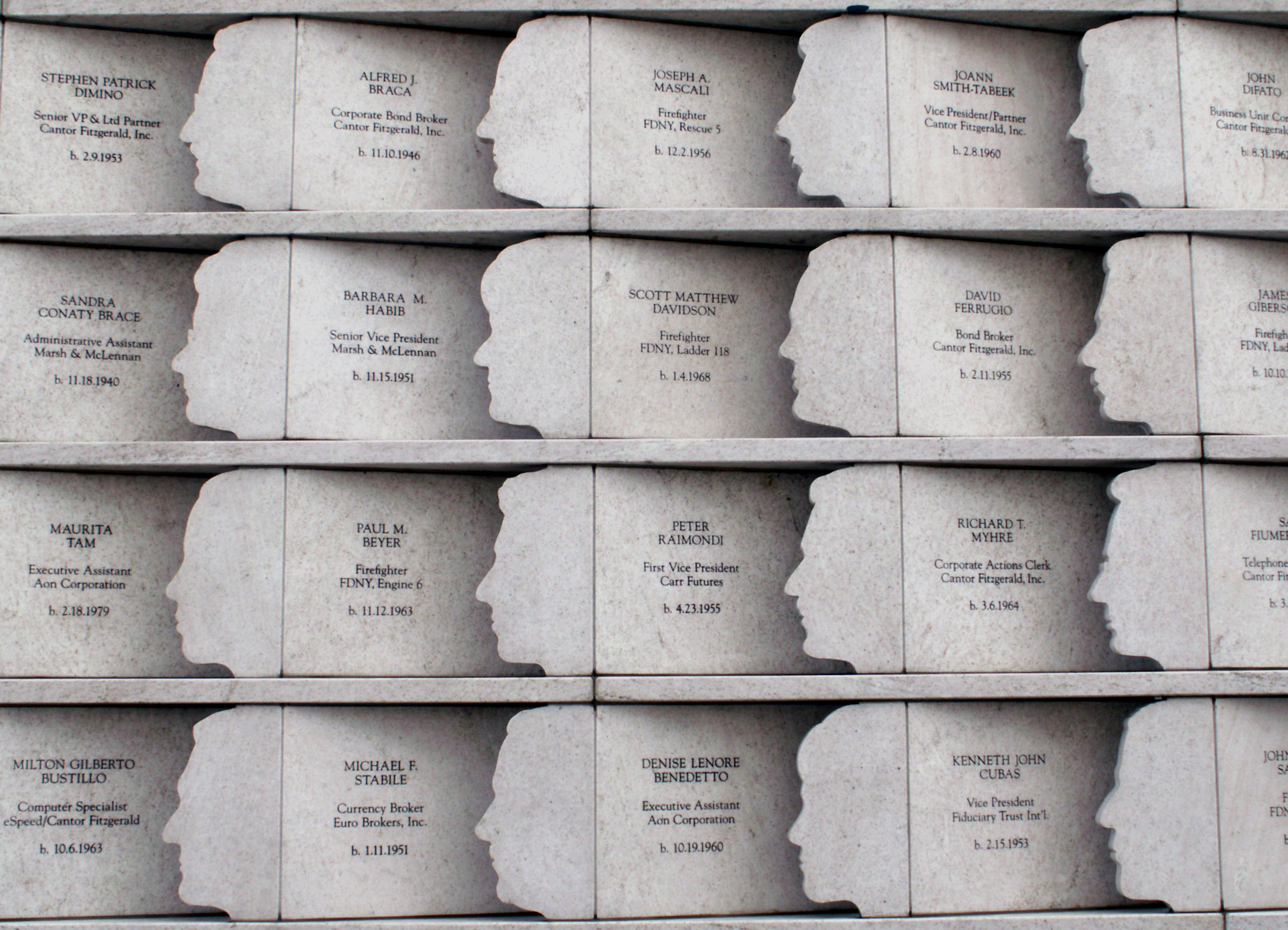
明信片紀念碑園區中緬懷世界貿易中心華裔職員譚嘉慧（Maurita Tam）等九一一襲擊事件罹難者的明信片造型雕塑

明信片纪念碑（Postcards）是美国纽约市史泰登岛的一个户外雕塑園區，于2004年9月11日落成揭幕，包括两个30英尺（9米）高的白色大理石“翅膀”
，纪念在2001年九一一袭击事件和1993年世界贸易中心爆炸案中遇害的274名史坦顿岛居民。 死者包括许多在世界贸易中心工作的人，参与救援工作的警察和消防队员，一名死于聯合航空93號班機恐怖襲擊的乘客，以及一名1993年世界贸易中心爆炸案中遇害的死者。